# Egle myricariae
Egle myricariae är en tvåvingeart som beskrevs av Wolfgang Grossmann 1998. Egle myricariae ingår i släktet Egle och familjen blomsterflugor.
Artens utbredningsområde är Österrike. Inga underarter finns listade i Catalogue of Life.